# Raionul Lviv, Liov
Lviv (în ucraineană Львівський район, transliterat: Lvivskîi raion) este un raion în regiunea Liov, Ucraina. Are reședința la Liov.
Are o suprafață de 4.968,5 km². Populația este de 1.146.538 locuitori, determinată în 2021.